# (21815) Fanyang
(21815) Fanyang (1999 TF29) – planetoida z pasa głównego asteroid okrążająca Słońce w ciągu 3,73 lat w średniej odległości 2,4 j.a. Odkryta 4 października 1999 roku.